# Doppelter Lichtschutz

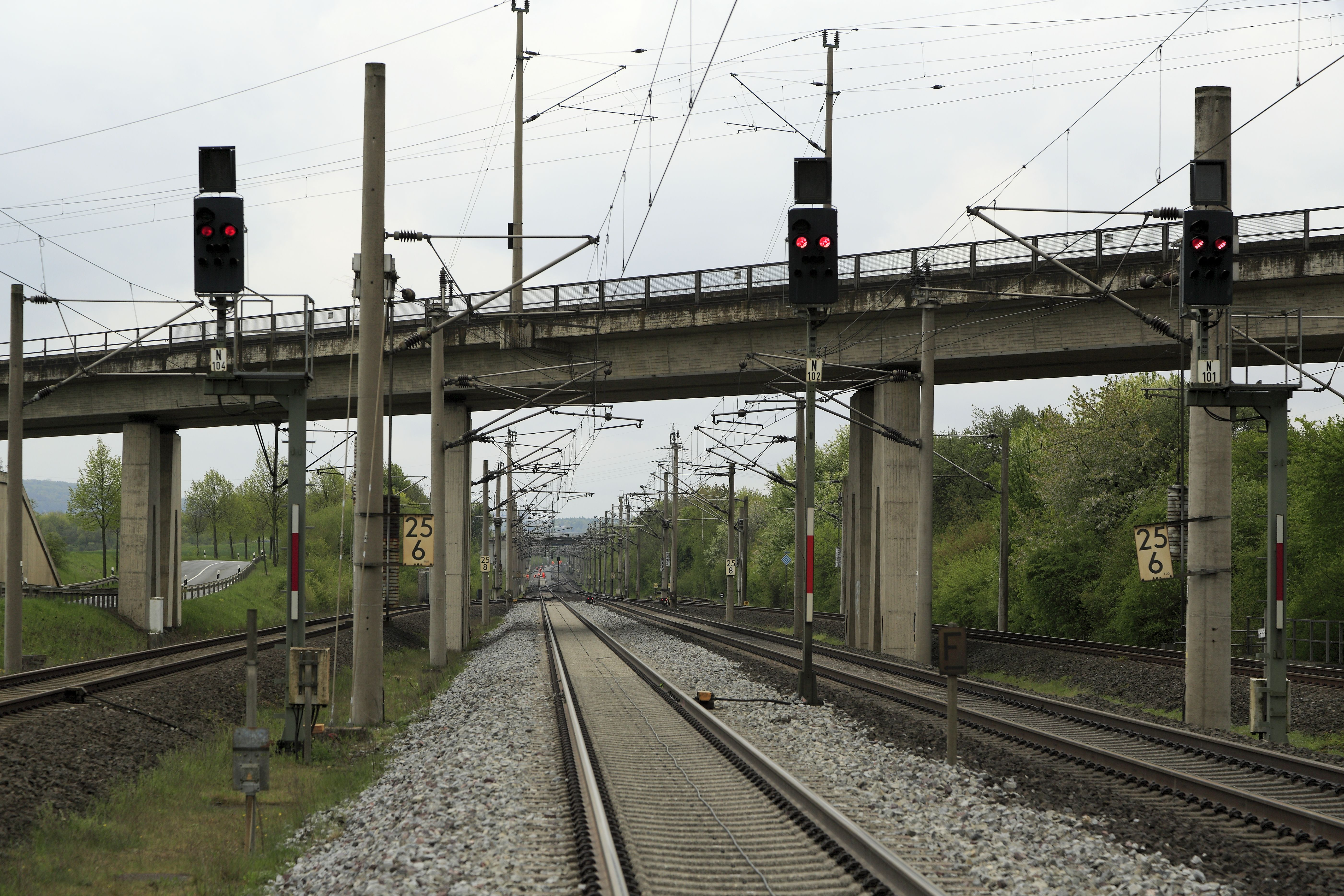
Doppelter Lichtschutz: Hauptsignal im Vordergrund, Sperrsignal im Hintergrund

Der doppelte Lichtschutz stellt einen Flankenschutz für eine Zugfahrstraße her, insofern diese nicht durch einen unmittelbaren Flankenschutz wie Weichen oder Gleissperren geschützt werden kann. Der doppelte Lichtschutz ist ab einer zulässigen Geschwindigkeit von mehr als 60 km/h auf dem zu schützenden Fahrweg erforderlich.
Durch den doppelten Lichtschutz wird vermieden, dass eine Rangierfahrt ein haltzeigendes Signal nicht beachtet und eine Flankenfahrt herbeiführt. Ein doppelter Lichtschutz kann wahlweise über ein zweites Lichtsperrsignal im Abstand von mindestens 50 m zum ersten oder aber bei moderneren Stellwerken über eine Zielsperre realisiert werden. Die Zielsperre verhindert, dass ein flankenschutzbietendes Signal als Rangierfahrstraßenziel genutzt werden kann. Rangierfahrten können dadurch nicht darauf zufahren, wenn die zu schützende Zugfahrstraße eingestellt ist.